# Oksana Rajchel
Oksana Mykolajiwna Rajchel (ukrainisch Оксана Миколаївна Райхель, wiss. Transliteration Oksana Mykolaïvna Rajchelʹ; * 24. Februar 1977 in Saporischschja, Sowjetunion) ist eine ehemalige ukrainische Handballspielerin, die für die ukrainische Nationalmannschaft auflief.

## Karriere
Rajchel spielte, mit Unterbrechungen, zwischen 1992 und 2003 beim ukrainischen Erstligisten HK Motor Saporischschja, mit dem sie sieben Mal die ukrainische Meisterschaft gewann. Anschließend lief die Linksaußenspielerin für den nordmazedonischen Verein Kometal Gjorče Petrov Skopje auf, mit dem sie 2004, 2005 und 2006 das nationale Double gewann. Ab dem Januar 2007 stand sie beim italienischen Verein Handball Salerno unter Vertrag.
Rajchel gewann im Jahr 1994 mit der ukrainischen Jugendnationalmannschaft bei der U-17-Europameisterschaft die Goldmedaille sowie im Jahr 1996 mit der ukrainischen Juniorinnennationalmannschaft bei der U-19-Europameisterschaft die Silbermedaille. Mit der ukrainischen A-Nationalmannschaft errang sie die Bronzemedaille bei den Olympischen Spielen 2004 in Athen.